# Alpevoldtimian
Alpe-Voldtimian (Acinos alpinus) er en flerårig, urteagtig plante med en lav, opstigende vækst, krydret duftende blade og blåviolette blomster. Planten findes i vild tilstand på varme og tørre, veldrænede steder, og derfor bruges den nu og da som stenbedsplante.

## Kendetegn
Alpe-Voldtimian er en staude med en krybende til opstigende vækstform. Stænglerne er firkantede i tværsnit og behårede. Bladene sidder parvist modsat, og de er ovale til omvendt ægformede med hel rand. Oversiden er mørkegrøn, mens undersiden er lysegrøn. Begge bladsider er behårede. Blomstringen foregår i april-maj, hvor man finder blomsterne samlet i små, endestillede stande. De enkelte blomster er 5-tallige og uregelmæssige (med kun én symmetrilinje). Kronbladene er delvist sammenvoksede og blåviolette med hvide aftegninger i svælget. Frugterne er kapsler med mange, små frø.
Rodsystemet består af en vandret krybende, tyk jordstængel, som både de bladbærende stængler og de trævlede rødder udspringer fra.
Alpe-Voldtimian bliver ca. 20 cm høj, men ofte op til 50 cm bred.

## Hjemsted
Alpe-Voldtimian har sin naturlige udbredelse i de mellem- og sydeuropæiske bjerge (Alperne, Appenninerne, Balkanbjergene, Pyrenæerne osv.), hvor den findes på lysåbne steder med en veldrænet og tør, men næringsfattig og kalkrig jordbund.
I de kantabriske bjerge findes arten i plantesamfundet Festuco-Brometea, som består af flerårige urter og løgvækster. Dette samfund er typisk for græsningsområder i højder mellem 500 og 1.900 m (sætere). Her vokser planten sammen med bl.a. Almindelig Hjorterod, Almindelig Horndrager, Alpe-Asters, Bakke-Mysike, Bakke-Stilkaks, Bibernelle, Bjerg-Krognål, Centaurea cepahlariifolia (en art af Knopurt), Dansk Astragel, Due-Skabiose, Dunet Vejbred, Filtet Soløje, Fligbladet Brunelle, Græsbladet Ranunkel, Gul Hestesko, Gul Rundbælg, Guldhår-Asters, Jord-Star, Knoldet Mjødurt, Lav Bakketidsel, Mark-Krageklo, Middelhavs-Prydløg, Nøgle-Klokke, Opret Hejre, Potentilla neumanniana (en art af Potentil), Pulsatilla rubra (en art af Kobjælde), Rundhoved-Rapunsel, Spansk Mandstro, Stinkende Båndtunge, Teucrium pyrenaicum (en art af Kortlæbe) og Vild Løg

## Galleri
|  |  |  |  |

## Note
1. ↑  Asturnatura.com: Acinos alpinus en grundig beskrivelse af denne art på (spansk)